# Louise de Maisonblanche
Louise de Maisonblanche, född 17 juni 1676 i Paris, död 12 september 1718 i La Queue-les-Yvelines, var en fransk adelskvinna. Hon var illegitim dotter till kung Ludvig XIV av Frankrike och Claude de Vin des Œillets.
Kungen erkände henne aldrig formellt som sitt barn, eftersom hennes mor, som inte var officiell mätress, hade flera andra partners, och han betvivlade faderskapet. Hon blev därför inte formellt legitimerad. Samtiden var dock övertygad om faderskapet och talade om hur lik hon var kungen till utseendet.  
Till skillnad från sina erkända halvsyskon växte hon inte upp vid hovet. Hon blev vid sin mors död 1687 placerad som fosterbarn hos en präst, och utbildades vid Maison royale de Saint-Louis. Hon gifte sig 1696 med militären baron Bertrand de Prez de La Queue (1680–1740), som hade en underordnad tjänst vid slottsvakten i Versailles. Paret fick elva barn. Äktenskapet arrangerades möjligen av kungen, som stod för hennes hemgift. Tack vare makens tjänst levde hon i staden Versailles men mottogs inte officiellt vid hovet, även om hon ska ha setts vid parken informellt vid åtminstone några tillfällen. 